# Lars-Erik Wolfbrandt
Lars-Erik Ragnar « Wolfen » Wolfbrandt (né le 8 décembre 1928 à Forshem et décédé le 23 mars 1991 à Örebro) est un athlète suédois spécialiste du 400 mètres et du 800 mètres. Licencié au Örebro SK, il mesurait 1,78 m pour 70 kg.

## Carrière

### Palmarès
| Date | Compétition           | Lieu      | Résultat | Épreuve    | Performance  |
| ---- | --------------------- | --------- | -------- | ---------- | ------------ |
| 1948 | Jeux olympiques d'été | Londres   | 3e       | 4 × 400 m  | 3 min 16 s 0 |
| 1950 | Championnats d'Europe | Bruxelles | 3e       | 400 mètres | 47 s 9       |
| 1950 | Championnats d'Europe | Bruxelles | 3e       | 4 × 400 m  | 3 min 11 s 6 |
| 1952 | Jeux olympiques d'été | Helsinki  | 8e       | 800 mètres | 1 min 52 s 1 |

### Records
| Épreuve    | Performance  | Lieu | Date |
| ---------- | ------------ | ---- | ---- |
| 400 mètres | 47 s 4       |      | 1953 |
| 800 mètres | 1 min 50 s 0 |      | 1952 |